# Modest Furest i Roca

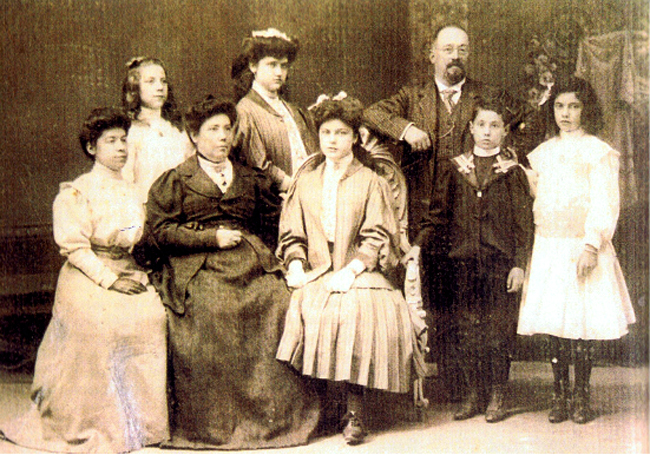
Modest Furest amb la seva família

Modest Furest i Roca va néixer a Sant Pol de Mar, el 20 de febrer de 1852, en el si d'una família de vocació marinera. Va cursar els estudis primaris a Calella, el batxillerat a Mataró. El setembre del 1873 es llicencià en Medicina i Cirurgia per la Universitat de Barcelona i es traslladà a Girona per exercir. S'instal·là al carrer Albareda número 12, davant de l'església del Sagrat Cor.
L'anhel del jove metge per millorar la salut i el benestar dels seus pacients, combinats amb la seva curiositat, el portà a interessar-se pels estudis teòrics dels nous corrents imperants en la medicina europea de l'època: l'homeopatia, l'higienisme i la hidroteràpia. El doctor Furest optà fermament per seguir la filosofia vitalista de l'homeopatia, passà a ser metge homeòpata i aplicà el corresponent tractament als seus malalts i al cap de poc temps ja era conegut com el "metge dels anisos". Va publicar el seu primer escrit "Lecciones sobre la Homeopatía y su lenguaje" (Girona 1880).
L'any 1882 es va casar amb la Mercè Tapis i Plaja, filla d'una família benestant gironina. El matrimoni va constituí l'any 1890 la societat mercantil Furest y Compañía en Comandita per a l'explotació de les aigües termals de Caldes de Malavella.
Entre el 1883 i el 1887, el doctor Furest desenvolupà una intensa activitat a la ciutat de Girona. Com a membre de la Junta Local de Sanitat, va col·laborar en les mesures que es van prendre per tal de preservar la població de l'epidèmia de còlera que l'any 1885 causà nombroses víctimes. Les seves conviccions religioses el van portar l'any 1889 a fer un viatge de a Terra Santa que el va impactar profundament i arran del qual va publicar diferents escrits al Diario de Gerona l'any 1897.
El doctor Furest, en les visites que es programava setmanalment a pobles del voltant de Girona, va arribar a Caldes de Malavella, en aquells moments un poble que no arribava a 2.000 habitants. L'arribada de Furest a Caldes de Malavella representà un canvi en la seva trajectòria professional. Aviat reconegué les propietats terapèutiques de l'aigua mineromedicial que brollava del Puig de les Ànimes. Després d'adquirir-ne la propietat, el 5 de març de 1883, aconseguí el seu reconeixement com a aigua d'utilitat pública pel govern espanyol l'1 de maig de 1890, la qual cosa facilità la seva comercialització com "Agua del Puig de las Animas". Uns mesos abans, concretament el 22 de desembre de 1889, es va inaugurar públicament l'edifici per a l'envasament al costat mateix dels brolladors d'aigua termal. Quan aconseguí el registre oficial de la marca, Furest sol·licità al ministeri el canvi de denominació de la font i de les aigües pel nom de "Vichy Catalán", autorització que li fou concedida el 15 de juliol de 1891.

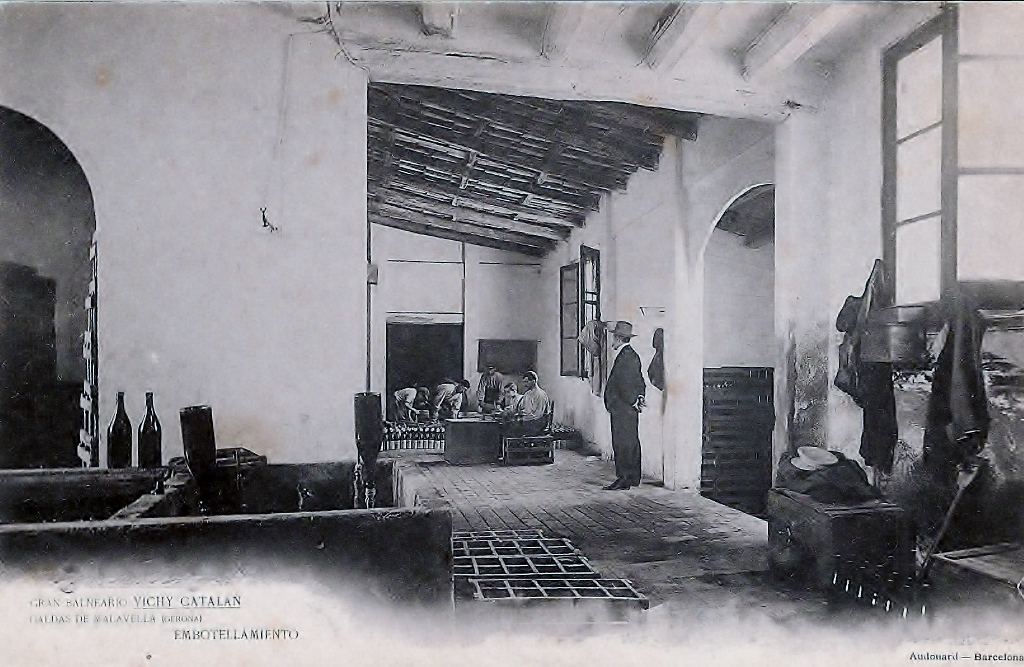
Embotelament del Vichy Catalan

Com a conseqüència de l'obra realitzada pel doctor Furest a la vila de Caldes de Malavella, l'ajuntament de la vila el nomenà fill adoptiu el 1895. La seva tasca per difondre les aigües va ser molt intensa obtenint diversos reconeixements, guardons i diplomes internacionals a Niça, Nàpols i París. L'activitat de Modest Furest a Caldes de Malavella es va veure incrementada amb la construcció del Gran Balneari Vichy Catalan, la primera secció del qual es va aixecar al juny del 1898. Aquest mateix es trasllada a viure a Caldes de Malavella, vivint just al primer pis de l'edifici dedicat a embotellar aigua.

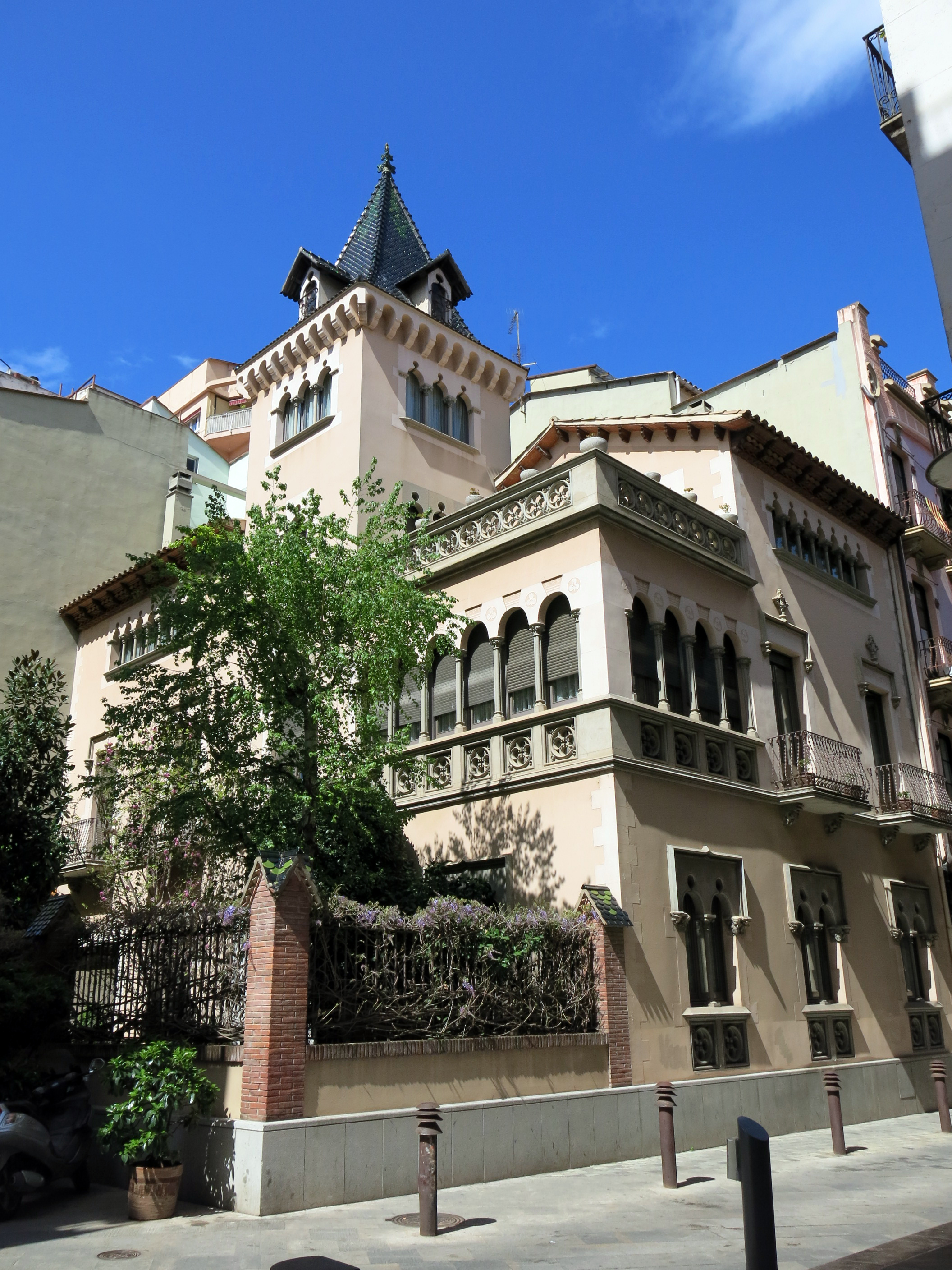
Casa de Modest Furest a Girona

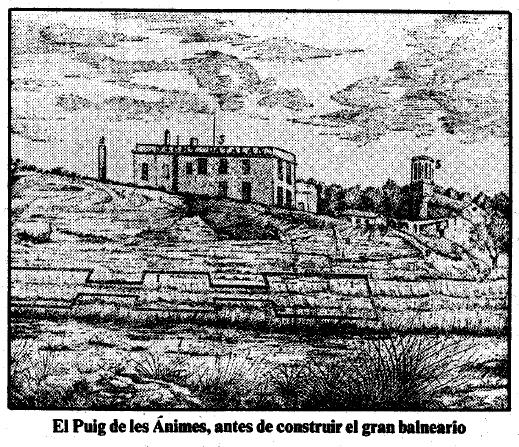
Imatge del Puig de les Ànimes de Caldes de Malavella, amb el campanar del poble al fons, el primer edifici del embotellament i la planta del futur balneari Vichy Catalan dibuixada.

Uns anys més tard es torna a instal·lar a Girona, a on es fa construir una casa que encara es conserva al carrer Nord cantonada carrer Anselm Clavé. També torna a tenir-hi consulta. A Girona va mantenir una gran activitat cultural, mèdica i industrial. Entre els seus projectes, relacionats amb la nutrició, aconseguí una mescla alimentària purament vegetal de fàcil digestió: l'aliment compost conegut amb el nom de "Alimento Compuesto Furest". Molta gent recorda al Doctor Furest com l'inventor d'aliments concentrats en pols i en pastilles, comercialitzats amb el nom de "forestín". A Sant Pol de Mar, el seu poble natal, també va executar diversos projectes com un hotel (no acabat per l'esclat de la Guerra Civil) a partir d'una nova pràctica mèdica del moment que era de l'helioteràpia. La seva generositat el va portar a fer donacions diverses a la biblioteca de Sant Pol i a portar a terme projectes com l'obertura del Passeig del Dr Furest, un gimnàs pel poble de Sant Pol i la construcció de l'Amor Social, un local destinat a la gent necessitada.
Modest Furest desenvolupà una prolífica vida intel·lectual, amb la publicació de diversos escrits tant de caràcter científic com moralitzant. Cal destacar que l'any 1913 feu construir la societat cultural Athenea, obra de l'arquitecte Rafael Masó i Valentí, que fou el centre de difusió del noucentisme entre 1913 i 1917 a la societat gironina.
Durant la Guerra Civil, el doctor Furest va perdre tots els seus béns i, malgrat ser una persona molt religiosa, li van respectar la vida. Va quedar a la misèria i es va retirar a Calella a on morí el 24 de març de 1939, a l'edat de 87 anys.